# Tubarão
Tubarão este un oraș în Santa Catarina (SC), Brazilia.